# Muro Lucano
Muro Lucano ist eine Gemeinde in der Provinz Potenza in der süditalienischen Region Basilikata mit 4897 Einwohnern (Stand am 31. Dezember 2023). Sie befindet sich auf einem Felsen in rund 600 m s.l.m. über einer Schlucht des Flusses Rescio im Lukanischen Apennin.

## Geschichte

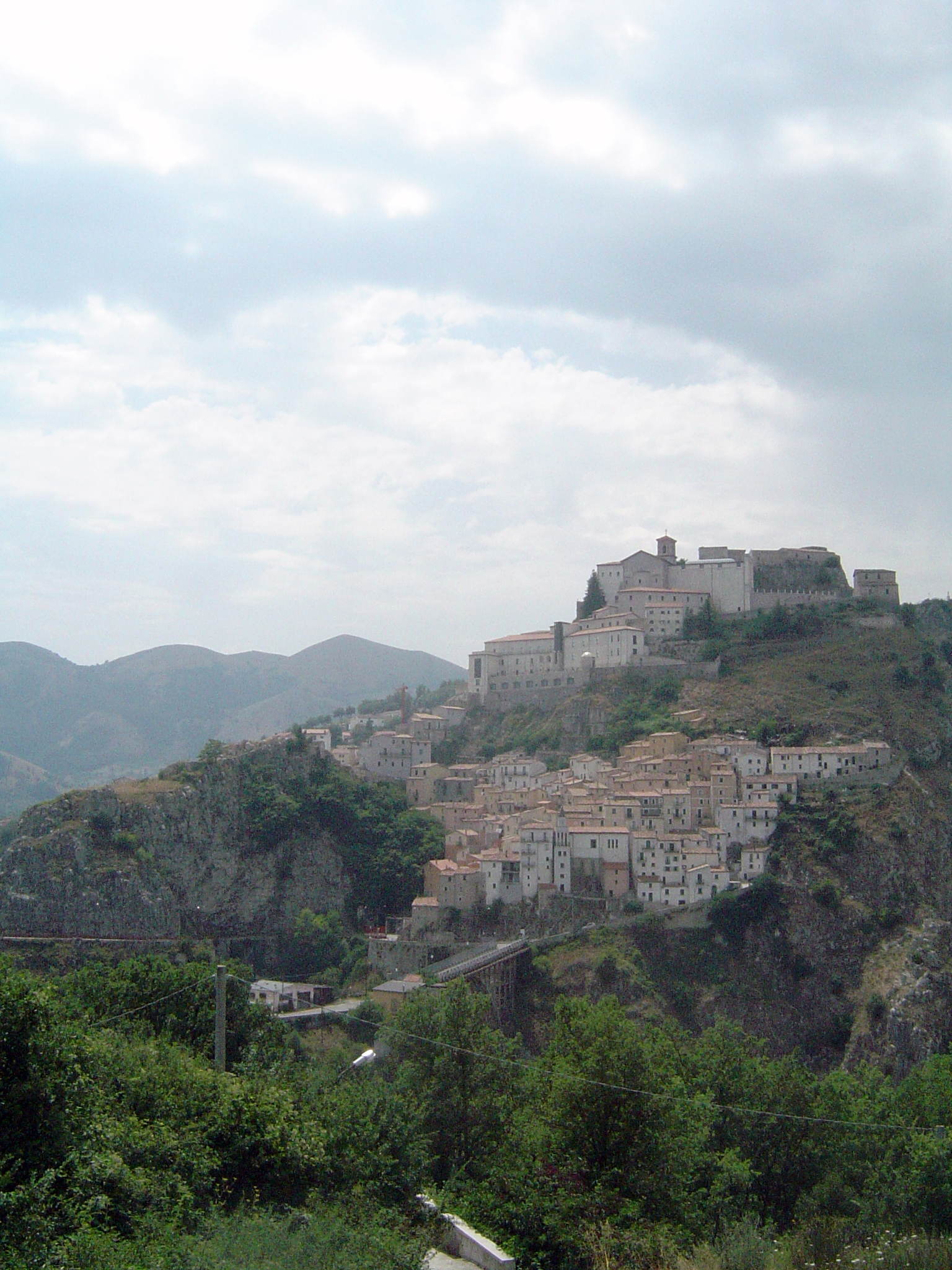
Muro Lucano von Osten

Unterhalb der Stadt fand man Mauerreste, die man mit dem Ort Numistro identifiziert, an dem sich 210 v. Chr. eine Schlacht zwischen den Truppen Hannibals und Marcellus’ abspielte. Dieses Numistro soll im Jahre 879 durch die Sarazenen zerstört worden sein, wodurch die Bevölkerung in die umliegenden Weiler floh. Auf der Suche nach einem sichereren Ort soll sie dann eine neue Siedlung auf dem höchsten Punkt der Umgebung neu errichtet und mit einer Befestigungsmauer versehen haben. Der neue Ort hieß zunächst Pianello, die Lage der ältesten Häuser an der Befestigungsmauer, ital. sul muro als Bezeichnung eines Viertels soll allmählich der Name für das Zentrum geworden sein. Bereits im 11. Jahrhundert war Muro Bischofssitz und stand in den folgenden Jahrhunderten unter der Herrschaft verschiedener Feudalherren. 1382 wurde im Kastell die Königin von Neapel, Johanna I. auf Befehl ihres Adoptivsohns und Nachfolgers Karl von Durazzo getötet. 1530 gelangte Muro in den Lehnsbesitz der Familie Orsini di Gravina, wo sie bis 1830 verblieb. Zwischen 1571 und 1768 führte die Stadt einen legendär gewordenen Kleinkrieg um Weideland für die Schafe mit ihrer Nachbargemeinde Castelgrande. Am 24. April 1863 wurde der Stadt das Zusatz-Adjektiv Lucano verliehen, um sie von dem apulischen Ort Muro Leccese zu unterscheiden. Zwei Erdbeben in den Jahren 1694 und 1980 fügten der Stadt schwere Schäden zu.

## Sehenswürdigkeiten
- Die Kathedrale San Gerardo, die nach einem Erdbeben und dem vollständigen Niederbrennen der Vorgängerkirche in den Jahren zwischen 1725 und 1728 erbaut wurde, wurde von dem Erdbeben 1980 fast vollständig zerstört, inzwischen aber weitgehend wiederaufgebaut. In ihr befindet sich ein Altarbild einer Rosenkranzmadonna des flämischen Malers Cornelis Smet sowie eine Statue des Stadtpatrons, des Heiligen Gerardo.
- Von der Ruine des Kastells, dessen Bau bereits im 9. Jahrhundert begonnen wurde, hat man einen umfassenden Blick auf die Umgebung.
- In einer Schlucht tief unter der Stadt befindet sich eine römische Brücke aus dem zweiten nachchristlichen Jahrhundert.

## Söhne und Töchter der Stadt
- Gerardo Majella (1726–1755), Heiliger, Schutzpatron der Stadt und der Region Basilikata.
- Joseph Stella (1877–1946), italo-amerikanischer Maler
- Antonio Rosario Mennonna (1906–2009), katholischer Bischof von Muro Lucano und Nardò
- Pasquale Quaremba (1905–1986), katholischer Bischof von Gallipoli

## Dialekt
Der als Mures bezeichnete Dialekt von Muro Lucano weist starke Unterschiede zu den übrigen lukanischen Dialekten auf; deshalb sehen ihn Theorien in Verbindung zur Oskischen Sprache.

## Städtepartnerschaft
- Karlsfeld, Deutschland